# Lähden
Lähden település Németországban, azon belül Alsó-Szászország tartományban. Lakosainak száma 4834 fő (2023. december 31.). Lähden Löningen, Herzlake, Haselünne, Groß Berßen, Hüven, Lahn és Werlte községekkel határos.

## Népesség
A település népességének változása:
| Lakosok száma | 4866 | 4848 | 4766 | 4791 | 4835 | 4834 |
|               | 2016 | 2017 | 2019 | 2021 | 2022 | 2023 |